# 陈树隆
陈树隆（1962年11月—），男，安徽巢湖人，中华人民共和国政治人物。安徽财贸学院（现安徽财经大学）工业会计系毕业，中国科学技术大学管理科学与工程专业研究生学历，管理学硕士。中共十八大代表。十一届全国人大代表。

## 生平
1983年9月至1987年7月，在安徽财贸学院会计学系工业财务与会计专业学习。1985年加入中国共产党。
1987年7月参加工作，任安徽财贸学院教师兼辅导员。
1989年4月，任安徽省财政厅综合处科员、副主任科员。
1993年8月，任安徽省国债服务中心副主任；1994年6月，任国债服务中心主任、省财政证券公司总经理（正处级）。
1998年1月至2000年12月，任安徽省信托投资公司总经理（副厅级）、党委副书记，省国债服务中心主任、省财政证券公司总经理（1996年1月至1999年2月兼任安通发展有限公司董事长；1996年5月至1998年2月兼任安泰期货公司董事长）。2000年12月，任安徽省信托投资公司总经理、党委副书记；
2001年3月至2002年9月，任国元控股（集团）有限责任公司总经理、党委副书记，国元证券有限责任公司董事长（正厅级）。
2002年9月至2003年12月，任合肥市人民政府副市长（2003年2兼任合肥市委工交企业工委书记；2000年9月至2003年12月在中国科学技术大学商学院管理科学与工程专业学习，获管理学硕士学位）；
2003年12月，任中共芜湖市委常委、副市长。2006年4月，任芜湖市委副书记、代市长。2006年7月升为市长。2008年6月，任芜湖市委书记、市长。2008年7月，任芜湖市委书记；
2011年10月至2011年12月，任中共安徽省委常委、省委秘书长，芜湖市委书记。2011年12月至2012年6月，安徽省委常委、省委秘书长。2012年6月至2016年2月，安徽省委常委，省人民政府副省长、党组成员。2016年2月至2016年11月，安徽省委常委，省人民政府常务副省长、党组副书记。2016年11月，不再担任中共安徽省委常委。

### 落马
2016年11月8日，因涉嫌严重违纪接受组织调查。
2017年5月2日，中纪委监察部网站发布消息，陈树隆严重违纪，经中共中央纪委和监察部分别报请中共中央和国务院批准，给予其开除党籍开除公职处分；终止其党的十八大代表资格；收缴其违纪所得；将其涉嫌犯罪问题、线索及所涉款物移送司法机关依法处理。中纪委此次通报的篇幅多达300多字，长过了苏荣、令计划、周本顺，在通报中首次用到了“既想当大官，又想发大财”的表述，篇幅之长、措辞之严厉为中共十八大以来所罕见。
接近纪委的知情人士透露，陈树隆案涉案金额巨大，远超亿元，其问题主要发生在芜湖，涉及证券金融、插手招投标和司法案件等多方面。陈落马后，芜湖超过100名官员被约谈，而民间被称为其“铁杆”和“三驾马车”的庞霞等人亦“失联”接受调查。交叉信源透露，陈树隆涉嫌在芜湖指挥挪用财政等资金，以“打新股”等方式投资，在此过程中，为陈充当“盘手”涉嫌输送利益的，即是庞霞等人。
2019年4月3日，因受賄、濫用職權、內幕交易、洩露內幕資訊案，廈門市中級人民法院判處無期徒刑，剝奪政治權利終身，並沒收個人全部財產，內幕交易等罪名判罰1億7千萬元人民幣。陳樹隆當庭表示服從判決，不上訴。
陳樹隆被指在1994至2016年期間利用職務便利，為有關單位和個人在企業提供幫助，非法收受財物近2.758億餘元人民幣，担任中共芜湖市委书记期间，徇私舞弊，擅自决定给予相关公司设备补贴，并超越职权给予该公司全额返还土地出让金，造成国家财政资金损失共计人民币29亿余元；陈树隆在担任中共芜湖市委书记及安徽省人民政府副省长期间，利用履行工作职责的便利，在获悉有关上市公司的内幕信息后，作为知情人员，在内幕信息敏感期内，安排他人买入相关股票，累计成交人民币1.21亿余元，非法获利人民币1.37亿余元；陈树隆还将掌握的内幕信息故意泄露给他人，导致他人从事与该内幕信息有关的股票交易，累计成交人民币3205万余元，非法获利人民币3031万余元。